# Маџарево
Маџарево је насељено место у саставу града Новог Марофа у Вараждинској жупанији, Република Хрватска.

## Историја
До територијалне реорганизације у Хрватској налазило се у саставу старе општине Нови Мароф.

## Становништво
На попису становништва 2011. године, Маџарево је имало 910 становника.

## Попис1991.
На попису становништва 1991. године, насељено место Маџарево је имало 984 становника, следећег националног састава:
| Попис 1991.‍ | Попис 1991.‍ | Попис 1991.‍ | Попис 1991.‍ | Попис 1991.‍ |
| ----------- | ----------- | ----------- | ----------- | ----------- |
|             |             |             |             |             |
| Хрвати      | Хрвати      |             | 976         | 99,18%      |
| Словенци    | Словенци    |             | 2           | 0,20%       |
| Срби        | Срби        |             | 1           | 0,10%       |
| непознато   | непознато   |             | 5           | 0,50%       |
| укупно: 984 |             |             |             |             |